# Skörstorps kyrka
Skörstorps kyrka är en kyrkobyggnad som sedan 2010 tillhör Åslebygdens församling (tidigare Skörstorps församling) i Skara stift. Den ligger i östra delen av Falköpings kommun.

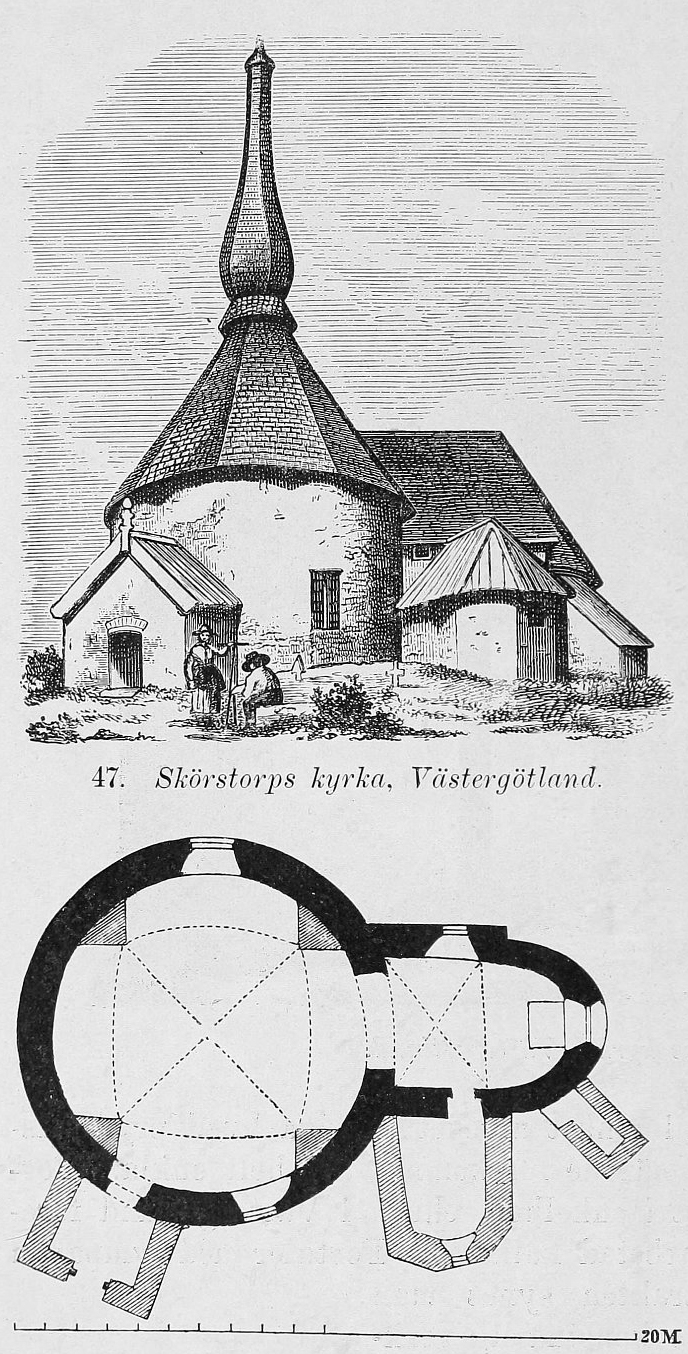
Exteriör och planritning 1907.

## Kyrkobyggnaden
Kyrkan är en välbevarad medeltida rundkyrka som uppfördes under senare delen av 1100-talet, under biskop Bengt den godes tid. Det har funnits ytterligare två rundkyrkor inom Falbygden, en i Agnestad och en i Dimbo, men dessa är sedan länge rivna och Skörstorps kyrka är stiftets enda bevarade rundkyrka. 
Kyrkan har en rund plan med vapenhus och kor som rektangulära tillbyggnader. Under 1400-talet eller 1500-talet försågs innertaket med valv. Koret med absid och sakristia tillkom på 1660-talet. Sakristian byggdes ursprungligen som gravkor till släkten Spens på Orreholmen. Taket, som främst breder ut sig över den runda kyrkosalen, är ett svarttjärat spåntak och det kröns av en spira i barockstil, dubbelt så högt som taket. Den uppfördes 1666 och har en mindre lökkupol som bas ovanför taket. Vapenhusets portal är från 1899.

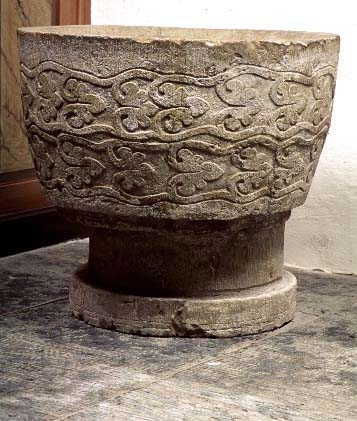
Dopfunten. Mönstret påminner om det som finns på många av Västergötlands liljestenar.

Interiören är sedan senmedeltiden vitkalkad och taket är välvt. 

## Klockstapel och klockor
Utanför kyrkan står en traditionellt rödmålad och öppen klockstapel. Den uppfördes på 1700-talet och har en huv i renässansstil. 
- Storklockan göts 1526 av Johannes Bosson. Den har en inskrift som på nutidssvenska lyder: Herrens år 1526. Boren [?] Jensen och Arvid Hakenson kyrkovärdar.
- Lillklockan göts 1930.

En tidigare lillklocka av senmedeltida typ utan inskrift, som varit spräckt och blivit klumpigt lagad, har överlämnats till Tekniska museet.

## Inventarier
- Altartavlan utförd med akantus i barock 1748, skänktes till kyrkan av änkefru Anna Fredrika Didron.
- Predikstolen tillverkades 1709 av bildhuggaren Johan Ullberg den äldre.
- Dopfunten är från 1200-talet. Funten är utformad som en bägare och dess cuppa är utsmyckad av horisontella, bågformade band.

### Orgel
Orgeln med ljudande fasad, som står på ett podium längst bak i kyrkan, är tillverkad 2011 av A. Magnusson Orgelbyggeri AB. Den är en så kallad återvinningsorgel, där pipmaterial från ett flertal orgelbyggare återanvänts. Instrumentet har sju stämmor fördelade på manual och pedal. Den tidigare orgeln, byggd 1955, har flyttats till Mularps kyrka.